# Kalavryta
Kalavryta (řecky Καλάβρυτα) je řecké město a obec v regionální jednotce Achaia v Západním Řecku na severu Peloponéského poloostrova. Nachází se v horském údolí nad Korintským zálivem v povodí řeky Vouraikos s nejnižším bodem v nadmořské výšce 740 m. Na západě je ohraničena Erymanthem, jež dosahuje nadmořské výšky 2221 m a na východě Aroaniou, jež dosahuje nadmořské výšky 2338 m. K roku 2011 žilo v obci Kalavryta 11 045 obyvatel, což při hustotě zalidnění 10,37 obyvatel na km² z ní dělá nejřidčeji obydlenou obec regionální jednotky Achaia.

## Členění obce a obecních jednotek
Obec Kalavryta od roku 2011 zahrnuje 4 obecní jednotky. Více než polovina obyvatel žije v obecní jednotce Kalavryta. V závorkách je uveden počet obyvatel obecních jednotek a komunit.
- Obecní jednotka Aroania (1619) – komunity: Agrampela (99), Agridi (92), Alestaina (13), Anastasi (76), Aroania (46), Desino (37), Kamenianoi (116), Lechouri (288), Livartzi (211), Plaka (99), Psofida (279), Seires (263).
- Obecní jednotka Kalavryta (6011) – komunity: Ano Vlasia (165), Ano Lousoi (115), Doumena (156), Drosato (177), Flampoura (60), Goumenissa (297), Kalavryta (1829), Kallifoni (61), Kandalos (27), Kato Lousoi (59), Kato Vlasia (131), Kato Zachlorou (53), Kerpini (173), Kertezi (365), Korfes (108), Kouteli (67), Kryoneri (96), Lagovouni (53), Lapanagoi (20), Manesi (225), Mikros Pontias (310), Petsakoi (196), Plataniotissa (110), Priolithos (91), Profitis Ilias (106), Rogoi (100), Sigouni (93), Skepasto (514), Trechlo (106), Valta (82), Vilivina (66).
- Obecní jednotka Kleitoria (2360) – komunity: Agios Nikolaos (52), Ano Kleitoria (50), Armpounas (52), Drymos (58), Filia (211), Glastra (61), Kastelli (18), Kastria (78), Kleitor (20), Kleitoria (713), Krinofyta (139), Lefkasi (89), Lykouria (449), Pankrati (145), Planitero (197), Tourlada (28).
- Obecní jednotka Paion (1055) – komunity: Amygdalea (43), Chovoli (85), Dafni (436), Nasia (28), Paos (298), Pefko (66), Skotani (99).

### Členění komunity
- Komunita Kalavryta se skládá z vlastního města Kalavryta (1674), vesnic Avlonas (31), Vrachni (13), Krastikoi (54), Souvardo (38), Stasi Kerpinis (9) a kláštera Moni Agias Lavras (10).

## Historie

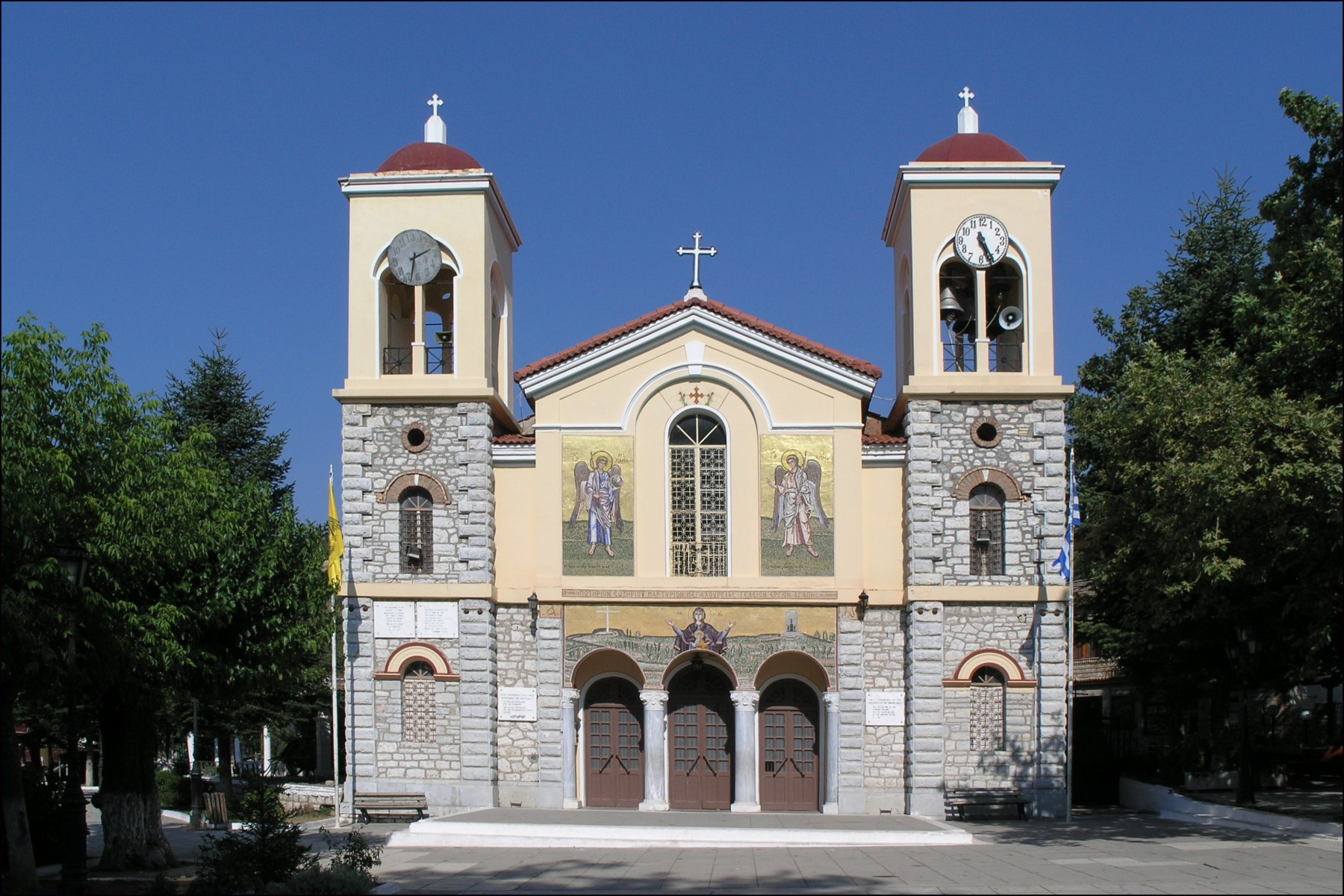
Katedrála Povýšení Panny Marie

Do historie se město zapsalo dvěma událostmi:
- 25. března 1821 zde byl vyhlášen osvobozenecký boj proti turecké nadvládě, když patraský metropolita Jermanos vztyčil na 6 km vzdáleném klášteře Ajia Lavra řeckou vlajku.
- 13. prosince 1943 bylo město zapáleno nacisty a všichni muži nad 15 let byli povražděni. Tento tzv. Kalavrytský masakr si vyžádal 1436 obětí a na jeho připomínku ukazují hodiny levé věže katedrály čas, kdy masakr započal.

## Památky
- Katedrála Povýšení Panny Marie
- Ozubnicová dráha Diakofto-Kalavryta
- Klášter Ajia Lavra